# Balsa, Szabolcs-Szatmár-Bereg
Balsa  este un sat în districtul Ibrány, județul Szabolcs-Szatmár-Bereg, Ungaria, având o populație de 867 de locuitori (2011). 

## Demografie
Componența etnică a satului Balsa
     Maghiari (95,44%)
     Romi (4,56%)
Componența confesională a satului Balsa
     Romano-catolici (26,18%)
     Reformați (22,95%)
     Greco-catolici (20,76%)
     Fără religie (6%)
     Necunoscută (24,11%)
Conform recensământului din 2011, satul Balsa avea 867 de locuitori. Din punct de vedere etnic, majoritatea locuitorilor (95,44%) erau maghiari, cu o minoritate de romi (4,56%). Nu există o religie majoritară, locuitorii fiind romano-catolici (26,18%), reformați (22,95%), greco-catolici (20,76%) și persoane fără religie (6,0%). Pentru 24,11% din locuitori nu este cunoscută apartenența confesională.